# Laurent Cars
Laurent Cars, född 28 maj 1699 och död 14 april 1771, var en fransk kopparstickare.
Cars arbetade tillsammans med François Lemoyne och blev medlem av franska akademin 1733. Cars har ansetts som en av Frankrikes främsta koppastickare under 1700-talet. Cars är representerad vid bland annat Nationalmuseum i Stockholm.